# 결정수
결정수(water of crystallization) 또는 수화수(water of hydration)는 화학에서 결정 내부에 존재하는 물 분자이다. 물은 종종 수용액에서 결정을 형성하는 데 통합된다. 어떤 맥락에서 결정수는 주어진 온도에서 물질에 있는 물의 총 질량이며 대부분 특정(화학양론적) 비율로 존재한다. 고전적으로 "결정수"는 금속 착물 또는 염의 결정 틀에서 발견되는 물을 말하며, 이는 금속 양이온에 직접 결합되지 않는다.
물 또는 물을 함유한 용매에서 결정화되면 많은 화합물이 결정 틀에 물 분자를 통합한다. 결정수는 일반적으로 샘플을 가열하여 제거할 수 있지만 결정 특성은 종종 손실된다.
무기 염과 비교하여 단백질은 결정 격자에 많은 양의 물과 함께 결정화된다. 단백질의 경우 50%의 수분 함량이 드문 일이 아니다.

## 응용
수화에 대한 지식은 많은 화합물의 질량을 계산하는 데 필수적이다. 많은 소금과 같은 고체의 반응성은 물의 존재에 민감한다. 소금의 수화 및 탈수는 에너지 저장을 위한 상변화 재료의 사용에 핵심이다.

## 같이 보기
- 수화물